# المجخة (ماهلية)

تعديل مصدري - تعديل

المجخة هي إحدى قرى عزلة العرش بمديرية ماهلية التابعة لمحافظة مأرب، بلغ تعداد سكانها 45 نسمة حسب تعداد اليمن لعام 2004.